# Apamea repetita
Apamea repetita là một loài bướm đêm trong họ Noctuidae.